# المديرية الوطنية للأمن
المديرية الوطنية للأمن هي کانت وكالة الإستخبارات الرئيسية في أفغانستان تأسست عام 2002 ويقع مقرها في العاصمة الأفغانية كابول.